# 자유인
《자유인》(Killer's Romance, 浪漫殺手自由人)은 홍콩에서 제작된 고비 감독의 1990년 영화이다. 임달화 등이 주연으로 출연하였고 장석거 등이 제작에 참여하였다.

## 출연

### 주연
- 임달화
- 왕조현

### 조연
- 유조명
- 고비
- 진봉지
- 하문
- 석전헌일